# Xiphophyllum limbatum
Xiphophyllum limbatum är en insektsart som beskrevs av Max Beier 1960. Xiphophyllum limbatum ingår i släktet Xiphophyllum och familjen vårtbitare. Inga underarter finns listade i Catalogue of Life.